# Símbol de gènere
Un símbol de gènere és un símbol usat per indicar el gènere.
Aquests símbols han estat en ús des del Renaixement també denota els elements de l'alquímia, especialment el ferro i coure. El primer cop que van ser utilitzats com a símbols de gènere, va ser el Carl von Linné en l'any 1751 per identificar el gènere de les plantes.

## Símbol del gènere masculí
| Gènere masculí | El gènere masculí, és el signe astrològic del planeta Mart. | Vegeu també Símbol de Mart. |

## Símbol del gènere femení
| Gènere femení | El gènere femení, és el signe astrològic del planeta Venus. | Vegeu també Símbol de Venus. |

## Altres símbols
| Intersexualitat | Símbol que significa intersexualitat, hermafrodita o transgènere és el signe astrològic del planeta Mercuri.    | Vegeu també Símbol de Mercuri. |
| Transgènere     | Símbol que significa intersexualitat o transgènere.                                                             |                                |
| Transgèneres    | Combinació dels signes masculins i femenins amb un tercer braç, combinat representen les persones transgèneres. |                                |
| Transgènere     | Símbol que significa transgènere.                                                                               |                                |
| Asexualitat     | Símbol que significa asexualitat.                                                                               |                                |